# Seilh

Seilh este o comună în departamentul Haute-Garonne din sudul Franței. În 2009 avea o populație de 3.095 de locuitori.

## Evoluția populației
| An        | 1975 | 1982 | 1990 | 1999  | 2006  | 2009  |
| --------- | ---- | ---- | ---- | ----- | ----- | ----- |
| Populație | 492  | 621  | 816  | 2.086 | 2.812 | 3.095 |

## Monumente

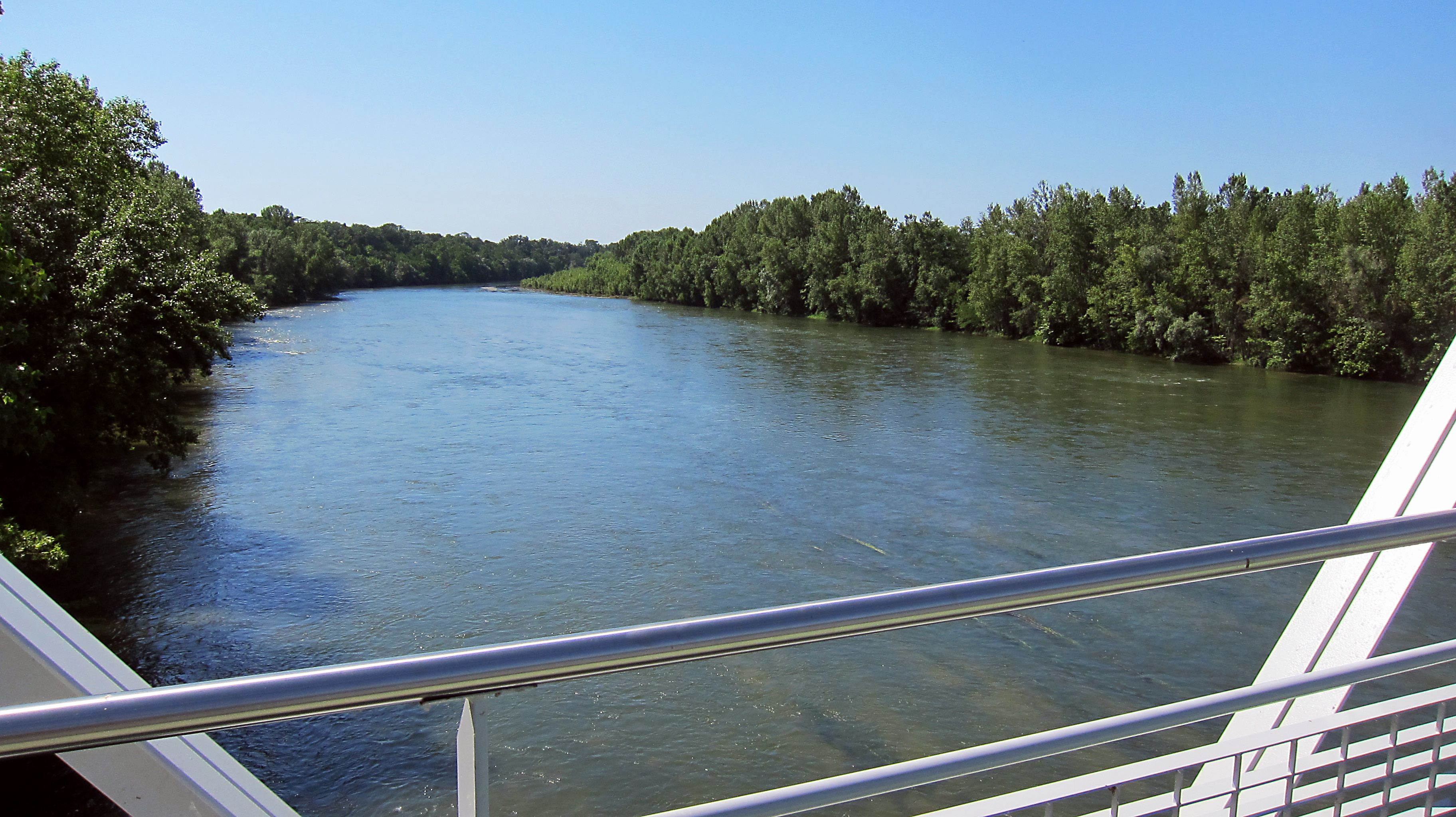
Râu Garonne
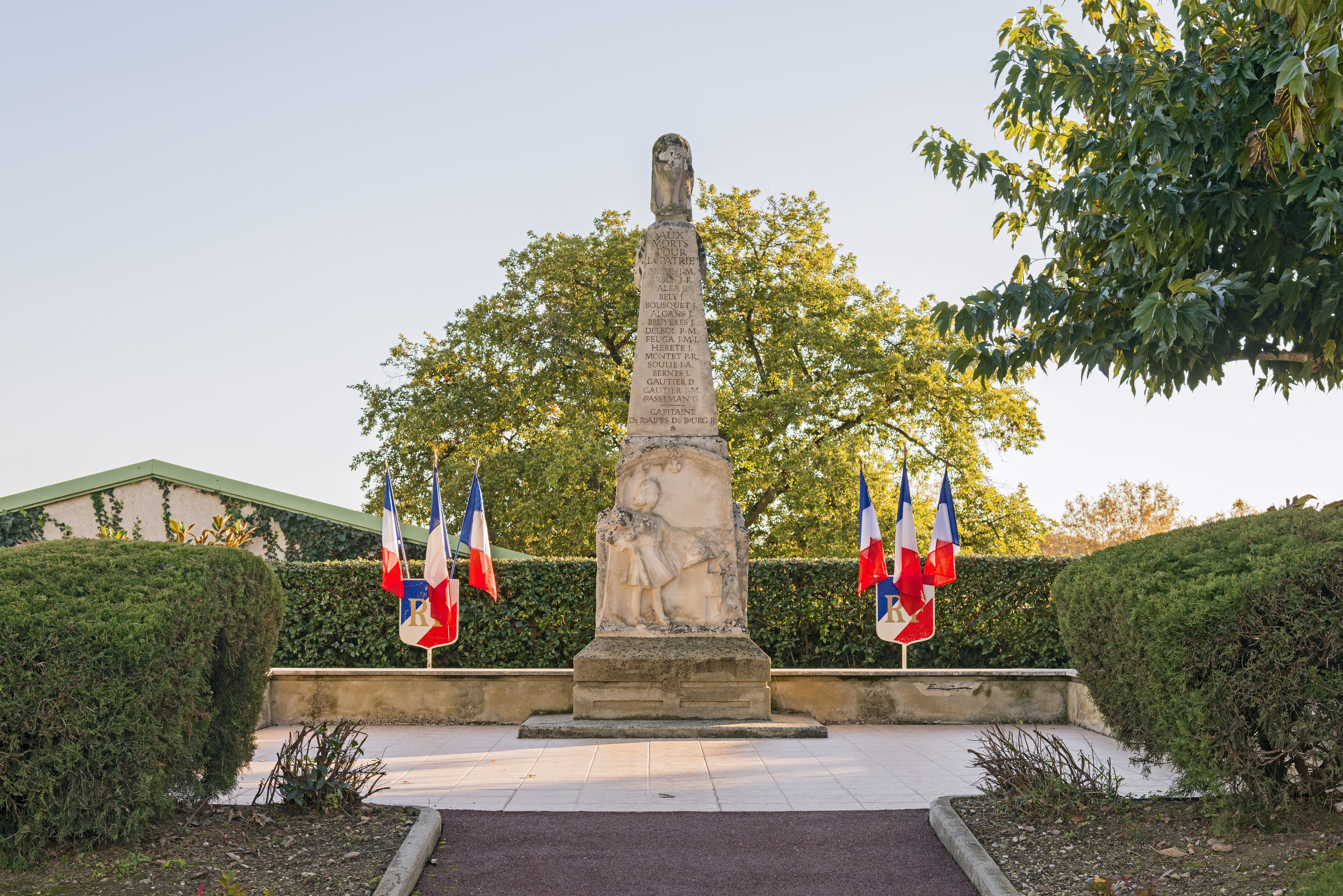
Memorialul Războiului.
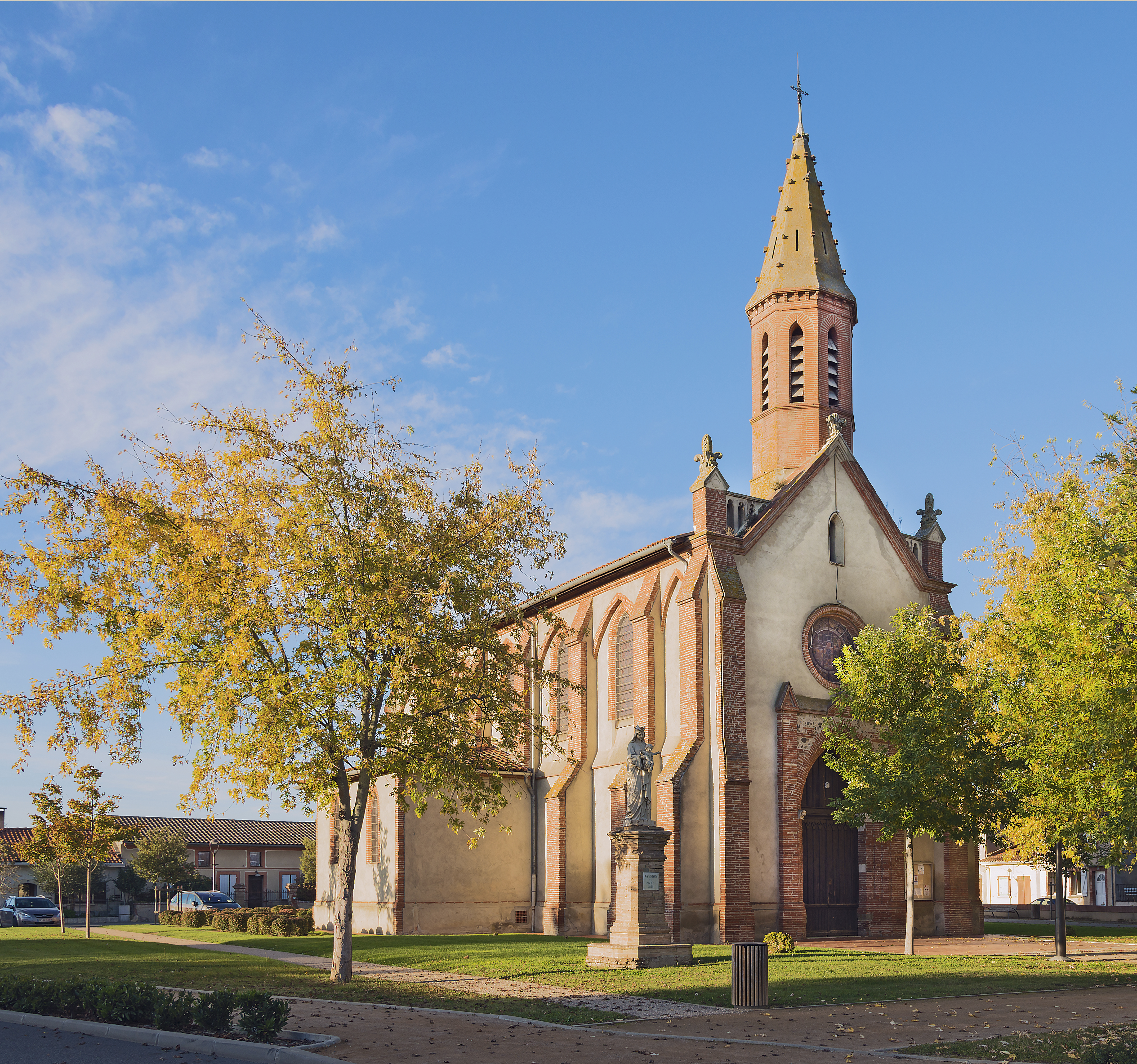